# Gais (Italië)
Gais (Italiaans: Gais) is een gemeente in de Italiaanse provincie Zuid-Tirol (regio Trentino-Zuid-Tirol) en telt 2985 inwoners (31-12-2004). De oppervlakte bedraagt 60 km², de bevolkingsdichtheid is 50 inwoners per km².

## Geografie
De gemeente ligt op ongeveer 841 m boven zeeniveau.
Gais grenst aan de volgende gemeenten: Bruneck, Mühlwald, Pfalzen, Percha, Sand in Taufers.